# カルマン郡 (アラバマ州)
カルマン郡（英: Cullman County）は、アメリカ合衆国アラバマ州の北部に位置する郡である。2010年国勢調査での人口は80,406人であり、2000年の77,483人から3.8%増加した。郡庁所在地はカルマン市（人口14,775人）であり、同郡で人口最大の都市でもある。郡名はジョン・G・カルマン大佐に因んで名付けられた。カルマン郡は「モイスト郡」に分類される。基本的にアルコール飲料の販売が禁止されている「ドライ郡」（禁酒郡）だが、カルマン市やハンスビル市のように販売が認められる「ウェット」市が郡内にある。テレビやラジオの放送はハンツビルとバーミングハム両市から送られてくる。バーミングハム市の指定市場に入っている。電力はテネシー川流域開発公社とアラバマ電力社から供給されている。電話は長い間サウスベル社が提供していた。郡内には商業航空便は無く、都市間バス便も無い。
カルマン郡はその全体でカルマン小都市圏を構成し、さらにバーミングハム・フーバー・カルマン広域都市圏に属している。

## 歴史
カルマン郡となった地域には昔からインディアンの様々な文化があった。ヨーロッパ人が入ってきたときは、歴史あるチェロキー族やチョクトー族が住んでいた。1830年代のインディアン移住後に郡内に留まったチェロキー族は、ここ30年間でその文化を復活させつつある。エコタ・チェロキー族が認定部族である。
カルマン郡は1877年にオハイオ州シンシナティから移ってきたドイツ系アメリカ人によって設立された。彼らはニューサウスの革新的伝統の中で、フロンティア地域で農業社会を作り、農業の革命を起こそうとしていた。しかし、地形的な難しさや社会的な現実の困難さもあって、開拓者ジョン・G・カルマンの現実的ではない理想とぶつかることが多かった。ドイツ人は伝統的に労働の倫理があり、ワインやイチゴなど新しい産品に進んで取り組んだが、南部に合わせて実際的な修正も行った。しかし周辺地域からその伝統を伝えた家族の方が多く、南部伝統の綿花文化の方に置き変わっていった

## 地理
アメリカ合衆国国勢調査局に拠れば、郡域全面積は754.82平方マイル (1,955.0 km2)であり、このうち陸地738.43平方マイル (1,912.5 km2)、水域は16.39平方マイル (42.4 km2)で水域率は2.17%である。

### 交通

#### 主要高規格道路
- 州間高速道路65号線
- アメリカ国道31号線
- アメリカ国道278号線
- アメリカ国道231号線
- アラバマ州道67号線
- アラバマ州道69号線
- アラバマ州道91号線
- アラバマ州道157号線

#### 鉄道
- CSXトランスポーテーション

### 隣接する郡
- モーガン郡 - 北
- マーシャル郡 - 北東
- ブラウント郡 - 東
- ウォーカー郡 - 南西
- ウィンストン郡 - 西
- ローレンス郡 - 北西

## 人口動態
以下は2000年国勢調査による人口統計データである。
| 基礎データ - 人口: 77,483人 - 世帯数: 30,706 世帯 - 家族数: 22,476 家族 - 人口密度: 41人/km2（105人/mi2） - 住居数: 35,233軒 - 住居密度: 18軒/km2（48軒/mi2） 人種別人口構成 - 白人: 96.81% - アフリカン・アメリカン: 0.96% - ネイティブ・アメリカン: 0.37% - アジア人: 0.18% - 太平洋諸島系: 0.03% - その他の人種: 0.62% - 混血: 1.03% - ヒスパニック・ラテン系: 2.18% 年齢別人口構成 - 18歳未満: 24.3% - 18-24歳: 8.8% - 25-44歳: 28.3% - 45-64歳: 24.0% - 65歳以上: 14.6% - 年齢の中央値: 38歳 - 性比（女性100人あたり男性の人口） - 総人口: 97.3 - 18歳以上: 94.2 | 世帯と家族（対世帯数） - 18歳未満の子供がいる: 32.1% - 結婚・同居している夫婦: 60.8% - 未婚・離婚・死別女性が世帯主: 8.7% - 非家族世帯: 26.8% - 単身世帯: 24.0% - 65歳以上の老人1人暮らし: 10.4% - 平均構成人数 - 世帯: 2.49人 - 家族: 2.94人 収入と家計 - 収入の中央値 - 世帯: 32,256米ドル - 家族: 39,341米ドル - 性別 - 男性: 30,444米ドル - 女性: 20,436米ドル - 人口1人あたり収入: 16,922米ドル - 貧困線以下 - 対人口: 13.0% - 対家族数: 9.5% - 18歳未満: 14.5% - 65歳以上: 16.8% |

## 都市と町

### 都市
- アラブ（一部はマーシャル郡）
- カルマン - 郡庁所在地
- ハンスビル

### 町
| - ベイリートン - コロニー - ドッジシティ | - フェアビュー - カーデンシティ（一部はブラウント郡） - グッドホープ | - ホリーポンド - サススバインモント - ウェストポイント |

### 国勢調査指定地域
- イーストポイント
- ジョッパ

### 未編入の町
| - アーデル - アーカデルフィア - バトルグラウンド - バーリン - ベセル - ブレーメン - バードソング - ボルト | - ブルックリン - ブラッシーポンド - バグタッスル - セントラル - クリフティ - コリンス - クレーンヒル - イーサ | - ゴールドリッジ - グッドウィン - ハーモニー - ジョンソンズクロッシング - ジョーンズチャペル - ローガン - パナマ - プロビデンス | - シムコー - スラッシャークロスローズ - トレード - トリンブル - ウォルター - ウェルティ - ウィート - ウィルバーン |

## 教育
郡内の公共教育は、カルマン市以外の郡全体をカバーするカルマン郡教育委員会とカルマン市教育委員会が管轄している。カルマン高校はカルマン市教育委員会の管轄内にある。
私立学校には次のものがある。
- クライスト・コブナント学校、カルマン市（幼稚園生から2年生）
- カルマン・クリスチャン学校、カルマン市（幼稚園生から12年生）
- セイクレッドハート・オブ・ジーザス・カトリック小学校、カルマン市（幼稚園前から6年生）
- セントバーナード予備学校、カルマン市（7年生から12年生）
- セントポールズ・ルーテル学校、カルマン市（幼稚園生から6年生）
- バインモント・クリスチャン・アカデミー、サウスバインモント（幼稚園前から12年生）

州が所有し運営するウォレス州立コミュニティカレッジがハンスビルにある。元州知事ジョージ・C・ウォレスに因んで名付けられた。その父と妻の州知事ラーリーン・B・ウォレスもその名を戴くコミュニティカレッジがある。